# Nyliden
Nyliden is een plaats in de gemeente Örnsköldsvik in het landschap Ångermanland en de provincie Västernorrlands län in Zweden. De plaats heeft 105 inwoners (2005) en een oppervlakte van 23 hectare. De rivier de Gideälven stroomt vlak langs de plaats, de plaats ligt echter niet aan deze rivier.

## Verkeer en vervoer
Bij de plaats loopt de Länsväg 352.